# Cornelia Dlabaja

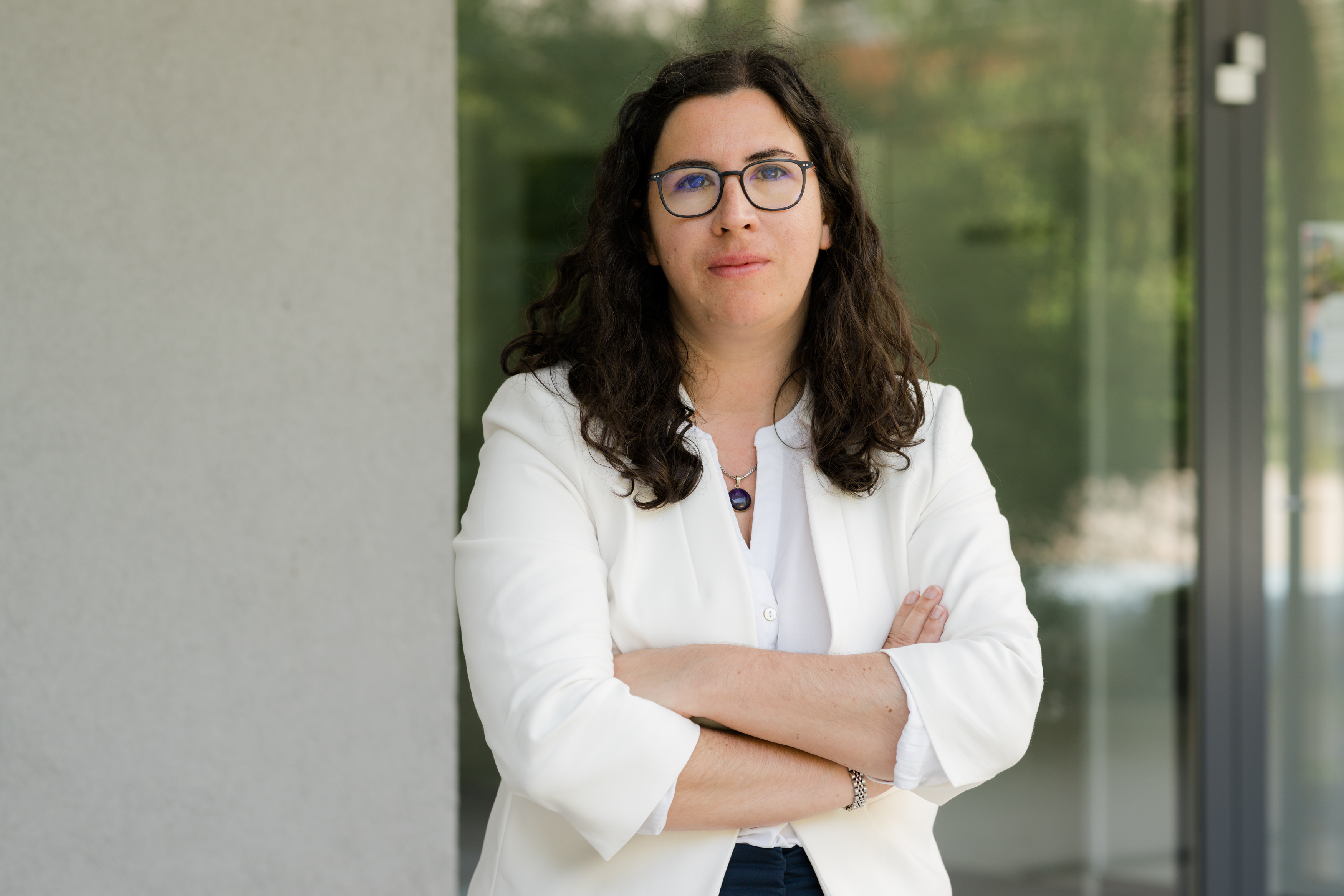
Cornelia Dlabaja (2023)

Cornelia Dlabaja (* 28. Oktober 1981 in Wien) ist eine österreichische Soziologin und Kulturwissenschaftlerin. Sie leitet seit 2023 die Stiftungsprofessur für nachhaltige Stadt- und Tourismusentwicklung an der FHWien der WKW und forscht in dem Bereich nachhaltige und resiliente Standort- und Tourismusentwicklung. Ihre Arbeitsschwerpunkte sind die Ungleichheitsforschung sowie Overtourism.

## Leben
Dlabaja schloss 2013 das Masterstudium der Soziologie an Universität Wien ab. Der Titel ihrer Masterarbeit: Urbane Raumproduktionen – Eine Analyse des Wandels von Stadträumen am Beispiel des Wiener Brunnenviertels. 2023 beendete sie das Doktoratsstudium Philosophie. Ihr Dissertationsgebiet war die Europäische Ethnologie. Dlabaja arbeitete bis 2022 als Wissenschaftliche Mitarbeiterin am Institut für Soziologie an der Universität Wien und zuvor an TU Wien. Bis 2023 arbeitete sie am Institut für Stadtforschung und Regionalentwicklung an der Österreichischen Akademie der Wissenschaften.

## Forschungstätigkeit und Wirken
Dlabaja arbeitet – ausgehend von den Herausforderungen der nachhaltigen Tourismus- und Stadtentwicklung – gesellschaftlich relevante Fragen für die Standortentwicklung auf. Sie analysiert multiperspektivisch und liefert mittels angewandter und Grundlagenforschung Befunde für die Praxis und begleitet den Prozess der Visitor-Economy-Strategie von der Konzeption bis zur Umsetzung. Im Jahr 2011 gründete sie mit der Theodor-Körner-Preisträgerin Julia Hofmann die Sektion Soziale Ungleichheit der Österreichischen Gesellschaft für Soziologie, deren Sprecherin sie ist.
Cornelia Dlabaja hat die Seestadt Aspern über mehrere Jahre hinweg ethnographisch untersucht.

## Auszeichnungen
Cornelia Dlabaja wurde mit ihrer Dissertation über die Seestadt Aspern: „Die Seestadt Aspern ein Stadtteil im Werden: Umkämpfte Raum- und Bedeutungsproduktionen: Städtische Aushandlungen in Imaginationen, Praktiken und (An)Ordnungen“ 2021 mit dem Theodor-Körner-Preis für Wissenschaft ausgezeichnet.

## Publikationen (Auswahl)
- 2024: Dlabaja, C.: Die Seestadt Aspern – Ein Stadtteil im Werden. Reihe Ethnographie des Alltags, Wien, Böhlau Verlag.
- 2023: Dlabaja, C.: Recht auf Stadt: Umkämpfte Infrastrukturen, Zukünfte und Solidaritäten. In: Sattlegger, Sebastian; Miessgang, Madlyn; Grandel, Gunnar: Vages Terrain: Perspektiven auf die Standortwahl von Übermorgen, Verlag TU Academic Press, peer reviewed
- 2023: Dlabaja, C.: Prendersi cura della cittá. Rivendicare Venezia nellèra dellòvertourism: rappersentazioni, narrazioni e infrastrutture contestate. Arcipelago delle maree. Esplorare gli incerti confini della Venezia anfibia. A cura di Federica Letizia Cavallo, Francesco Vallerani, Francesco Visentin, peer reviewed, S. 223–248
- 2023: Dlabaja, C.: Stadt und soziale Ungleichheit. In: Dlabaja, Cornelia; Hofmann, Julia; Fernandes, Karina, Aktuelle Ungleichheitsforschung, Befunde – Theorien – Praxis: Perspektiven aus der ÖGS-Sektion Soziale Ungleichheit, Belz Verlag
- 2023: Dlabaja, C.: Recht auf Stadt und soziale Bewegungen in Wien und Venedig. Die Stadt als umkämpftes Terrain. Friesinger, Günther; Dlabaja, Cornelia; Fegerl, Judith (2023): Protestformen – Widerstand als kulturelle Praxis, Wien, edition monochrom, S. 79–92
- 2023: Dlabaja, C.: Ungleichheitsforschung. Befunde – Theorien – Praxis: Perspektiven aus der ÖGS-Sektion Soziale Ungleichheit, Hofmann, Julia; Fernandes, Karina, Aktuelle Belz Verlag
- 2023: Dlabaja, C.: Protestformen – Widerstand als kulturelle Praxis, Friesinger, Günther; Dlabaja, Cornelia; Fegerl, Judith, Wien, edition monochrom
- 2021: Dlabaja, C.: Imaginationen urbaner Zukünfte und Ausverhandlung von Stadtvorstellungen. Das Stadtentwicklungsgebiet Seestadt Aspern. In: Sutter, Ove (Hrsg.): Die Gegenwart der Zukunft im Alltag. Bonner Beiträge zur Alltagskulturforschung, Münster / New York: Waxmannverlag, S. 43–58
- 2021: Dlabaja, C.: Stadt(-Raum) im Bild – Imaginationen des Urbanen in Renderings. In: Jeannine Wintzer, Raphaela Kogler (Hrsg.): Raum und Bild – Strategien visueller raumbezogener Forschung, Wiesbaden, Springer Verlag, S. 255–266
- 2020: Dlabaja, C.: Protest: Dérive: Zeitschrift für Stadtforschung, Hamedinger, Alexander; Franta, Lukas; Dlabaja, Cornelia (Hrsg.), Band N 79, Nr. April – Juni 2020
- 2017: Dlabaja, C.: Abschottung von oben – die Hierarchisierung der Stadt. In: Nikolaus Dimmel / Julia Hofmann / Martin Schenk / Martin Schürz (Hrsg.): Handbuch Reichtum, Innsbruck, Wien, Bozen, Studienverlag, S. 435–447
- 2016: Dlabaja, C.: Das Wiener Brunnenviertel. Urbane Raumproduktionen – Eine Analyse des Wandels, Wien: New Academic Press
- 2016: Dlabaja, C.: Gemeinde Bau Kunst #GBK015. Mit Beiträgen von: Gerin Trautenberger, Peter Eigner, Mara Verlič, Lilli Bauer, Walter Bauer, Christian Schantl, & Cornelia Dlabaja, Wien, Verlag Neue Arbeit
- 2015: Dlabaja, C.: Stadt und Migration. In: Verwiebe, Roland / Haindorfer, Raimund / Dlabaja, Cornelia / Lipp, Sina: Zusammenleben in Wien. Einstellungen zu Zuwanderung und Integration. Stadt Wien, Magistratsabteilung 18 – Stadtentwicklung und Stadt-planung (Hrsg.): Werkstattbericht 152.
- 2011: Dlabaja, C.: Symbolische Markierungen im Stadtraum. In: Frey, Oliver / Koch, Florian (Hrsg.): Positionen zur Urbanistik I., Wien: Lit-Verlag, S. 147–165